# 李文清 (1921年)
李文清（1921年—2014年3月30日），陕西省蓝田县人，中华人民共和国政治人物。
早年参加抗日战争，参加了百团大战等战役。第二次国共内战，参加渡江战役、西南战役等。1952年，任云南军区分区副政委、副师长兼参谋长。后历任昆明军区作战部部长、军政干部学校校长、军区参谋长。获三级独立自由勋章、三级解放勋章。